# Inside (gra komputerowa)
Inside – komputerowa gra plaformowa z 2016 roku wyprodukowana przez Playdead, autorów gry Limbo. 

## Rozgrywka
Gra jest typową platformówką 2D z elementami zręcznościowymi i logicznymi, która pod względem rozgrywki, stylu i klimatu gry zbliżona jest do poprzedniej produkcji Playdead – Limbo.

## Fabuła
Gracz steruje poczynaniami nieznanego z imienia chłopca, który w trakcie w swojej podróży szybko dowiaduje się, że jest on obiektem tajemniczego projektu. 

## Odbiór gry
Gra spotkała się z pozytywną oceną krytyków, uzyskując 87 punkty w agregatorze Metacritic.